# Perigramma nigricosta
Perigramma nigricosta är en fjärilsart som beskrevs av W. Warren 1904. Perigramma nigricosta ingår i släktet Perigramma och familjen mätare. Inga underarter finns listade i Catalogue of Life.